# Les Lettres de mon moulin
Les Lettres de mon moulin (in italiano Le lettere dal mio mulino) è un film francese del 1954 diretto da Marcel Pagnol.
Il film è ispirato all'opera omonima di Alphonse Daudet, di cui riporta quattro racconti.

## Trama
Il film è diviso in 4 episodi.
- L'Elixir de Père Gaucher: padre Gaucher salva un'abbazia producendo un elisir la cui ricetta gli è stata data da una zia anticlericale, mondana e allegrotta. I frati gliene sono riconoscenti, al punto che gli lasciano mano libera e anche l'autorizzazione di ubriacarsi e di cantare canzonacce sconce, purché continui la produzione di questo nettare, la cui vendita garantisce al convento l'agiatezza.

- Le secret de maitre Cornille: nella Provenza di metà ottocento, i mulini a vento sono stati sostituiti da quelli a vapore. Solo mastro Corniglia continua a fare farina con il mulino a vento, dicendo che lavora per l'estero. Dopo molti anni si scopre che il suo mulino in realtà non lavora. Per diciotto anni ha continuato a far credere di lavorare, per non abbandonare l'ultimo dei mulini, per attaccamento al suo lavoro, di tradizione secolare. I contadini allora gli portano il grano e gli permettono di continuare realmente il suo lavoro di ultimo dei mugnai del tempo andato.

- Les Trois messes basses: ambientato nel medioevo, il racconto parla di un demonio che la vigilia di Natale, con una scommessa, si impadronisce del corpo di un contadino che serve la messa di Natale e riesce così a trascinare Dom Balaguère nel peccato di gola, al punto che per gustare il cenone di Natale il religioso taglia corto con le tre messe tradizionali. Tutti i convitati dovranno stare in Purgatorio per oltre un secolo, ma saranno infine perdonati da Dio.

- Le Curé de Cucugnan: il curato di Cucugnan racconta un sogno spaventoso ai suoi parrocchiani. Ha visto che tutti i morti del paese sono all'Inferno, nessuno è in Paradiso. Ha visto gli orribili tormenti che soffrono. Con il suo discorso semplice, ma vibrante e commosso, convince tutti a confessarsi e a migliorare la loro condotta.